# Верхний парк (Липецк)
Ве́рхний парк (Дворянский парк, Детский парк)— парк в Правобережном округе города Липецка. Верхний парк — дендрологический памятник природы.

## Дворянский (Верхний) парк
Верхний (или Дворя́нский) парк заложен в 1911 году. Располагается в верхней части крутого правого склона долины реки Воронеж, между улицей Ленина и улицей Салтыкова-Щедрина.
В составе древесных пород — вековые дубы, липы и клёны.
В 1950-е годы на территории Верхнего парка стояли одно-двухэтажные купеческие дома. Самые привлекательные сохранились до сих пор; это Дом аптекаря и Дворец бракосочетания (подробнее в статье «Улица Ленина»). Здесь же был резкий спуск с Соборной горы вниз в сторону Нижнего парка, спуск представлял собой свалку бытового мусора (в домах были коммуналки).

## Детский парк
В конце 1950-х годов парк переименовали в Де́тский парк. Тогда был составлен план его реконструкции. В 1957 году здесь построили кинотеатр «Заря» (ул. Ленина, 34).
В 1960-х годах появился новый проект. Его выполнили в ЦНИЭП градостроительства. Предполагалось снести Дом аптекаря и Дворец пионеров (ныне Дворец бракосочетания) и создать здесь фонтаны. Снос не состоялся, а фонтаны поставили. В парке запланировали широкую лестницу в Нижний парк, которая продолжалась бы аллеей до реки Воронежа. Однако эта идея реализована не полностью: лестницу не построили, только аллею.

## Пионерский парк
В 1970 году в парке был установлен памятник Ленину. Тогда же парк получил новое название — Пионе́рский. 19 мая 1972 году (к 50-летию пионерской организации) здесь открывается памятник пионерам-героям (ск. Ю. Д. Гришко, арх. Н. Р. Полунин). Он изображает мальчика и девочку на фоне 4-метровых бетонных лепестков пламени. В 1990-х годах при реконструкции кинотеатра «Заря» памятник снесли. Вместо него установили новый — небольшой: мальчик и девочка на коленях с венком в руках. Надпись на пьедестале: «Детям, погибшим в годы Великой Отечественной войны». Таким образом, пионерское значение ушло. Авторы проекта — скульптор Ю. Д. Гришко и архитектор С. А. Сошников.
В конце 1970-х годов сносятся несколько домов по четной стороне улицы Ленина; парк расширяется.
В 1987 году в Верхнем парке создается скульптурная композиция «Интернационал — парни из музкоманды» (арх. Б. П. Канцане, ск. А. Е. Вагнер).

## Верхний парк
1 июня 2006 года МОУ ДОД «Детский парк города Липецка» переименовано в МУ «Верхний парк». По-видимому, это дату можно считать официальным возвращением исторического имени парку.
Сегодня в парке сохраняется памятник В. И. Ленину, выкрашенный в бронзовый цвет. Он стоит на площадке, замощенной  плиткой. Недалеко поставили новый памятник, изображающий девочку и мальчика на коленях с венком в руках. Надпись на пьедестале: «Детям, погибшим в годы Великой Отечественной войны».